# Phosinella deshayesiana
Phosinella deshayesiana is een slakkensoort uit de familie van de Rissoidae. De wetenschappelijke naam van de soort is voor het eerst geldig gepubliceerd in 1843 door Récluz.